# Arkimedesskrue
Arkimedesskruen også kendt som Arkimedessnegl, Arkimedes' skrue eller skruepumpen er en maskine, som længe har været anvendt til at pumpe vand op fra et lavere liggende niveau til kunstvandingsgrøfter. Den er en af adskillige opfindelser og opdagelser, som traditionelt tilskrives Arkimedes, som levede i det 3. århundrede f.Kr..
Arkimedes' skrue er en populær pumpeanordning i store dele af verden, da den er en enkel og billig konstruktion med stor kapacitet og med få dele, som kan gå i stykker. Den kræver heller ikke at vandet skal være rent, hvilket de fleste andre pumpetyper kræver.
Arkimedesskruer anvendes også til at transportere pulvere og faste materialestykker op eller vandret og kaldes så en skruetransportør, transportskrue eller transportsnegl. Den bruges til spån i siloer eller flis og (træ)piller til forbrændingsanlæg. Herudover kan skruen også anvendes til affald eller tyktflydende masser som slam. Specielt bruges skruer i visse affaldskværne, hvor de samtidigt presser affaldet sammen. Det er ikke unormalt, at den tredobler vægten i en given container.
Arkimedesskrue anvendt til at rotere under fald af vand, bliver anvendt i mikroelværk.

## Design
Arkimedes' skrue består af en eller flere skrue-planer, -halvcirker eller -kurver f.eks. inden i et rør. Jo flere skruer, jo jævnere pumpning. Skruen drejes typisk af en vindmølle eller ved håndkraft. Mens bunden drejer, samler den et rumfang vand op. Det glider op ad spiralskruen, når skaftet og dermed skruen drejer den rigtige vej, indtil vandet falder ud ved toppen af skruen og løber videre i kunstvandingssystemet. Skruepumpen blev også tidligere anvendt til at dræne vand ud af miner.
Kontaktoverfladen mellem skruen og røret behøver ikke at være helt tæt, så længe mængden der løber nedad ikke er stor i forhold til vandrumfanget.
I nogle udgaver er skruen fæstnet til indkapslingen (fx røret), så de roterer sammen i stedet for kun skruen. Skruen kunne være tætnet med harpiks eller andet limklister til indkapslingen – eller støbt som et enkelt stykke i bronze, som nogle forskere har postuleret har været apparater (cylindre og alamittu) anvendt til kunstvanding af Babylons hængende haver, et af verdens syv underværker. Illustrationer af græske og romerske vandingsskruer viser, at skruen blev drejet ved at mennesker trådte på yderrøret for at dreje hele apparatet som ét stykke, hvilket ville kræve at indkapslingen skulle være koblet stift sammen med skruen.
En anden udgave er en eller flere opspiralerede vandslange.